# Bourke
Bourke er en by i den nordvestlige del af New South Wales, Australien, beliggende ca. 800 km. nordvest for Sydney, ved sydbredden af Darling River. Indbyggertallet var i 2006 2,145, hvoraf ca. 33% er oprindelige australiere, idet området oprindeligt var befolket af Ngemba-stammen. 
Den første opdagelsesrejsende i området var Charles Stuart, som navngav området i 1828. I 1835 begyndte indvandrernes bosættelser. De fulgte traditionen og byggede små hytter efter lokal tradition.
Bourke fik status som bymæssig bebyggelse i 1869 nd soon established itself as the outback trade hub of New South Wales with sog blev hurtigt et vigtigt center for industri, som i 1885 blev udbygget med en jernbanestation. I 1946 blev der oprettet et reservat for aboriginerne, der var blevet fordrevet fra de omkringliggende egne.  I dag er der 21 forskellige registrerede sprog i byen.

## Galleri
- En traditionel hytte fra Bourke
- The Darling River fra Bourke Wharf
- En kamel karavane i Bourke cirka 1900

## Eksterne links
- Bourke Shire Council website Arkiveret 5. september 2012 hos  Wayback Machine
- Bourke Tourism Information website
- Bourke and district tourist attractions Arkiveret 9. april 2013 hos  Wayback Machine
- 2WEB - "The Voice of the Outback" - community radio station